# Моника Вера
Моника Вера (на английски: Monica Vera) е испанска порнографска актриса, родена на 27 март 1986 г. в град Паленсия, Испания.